# Дернокладчик
Дернокладчик — рабочий, осуществляющий укладку резаной дернины.

## На военной службе
Труд дернокладчиков применялся при строительстве и обороне крепостей и других фортификационных сооружений. В русской армии дернокладчики состояли при инженерных корпусах. С. А. Тучков писал о них: «Обязанность их состоит уметь хорошо класть дёрном, выбирать и резать оный, также знать практическое исполнение земляных работ». По штату 1728 г. при инженерном корпусе полагалось иметь 40 дернокладчиков, а по штату 1760 г. — 50.
Дернокладчики имели некоторые привилегии в части обмундирования — в 1737 г. они получили мундир, сходный с минёрским (за исключением количества пуговиц, материала воротника и обшлагов), в 1740 г. — шляпы с бантами и обшивкой, а в 1760 — казённую шпагу и портупею. Отличившихся дернокладчиков могли произвести в чин унтер-офицера, однако они не имели права на получение некоторых орденов (например, Ордена Святой Анны).